# لیو دوان‌دوان
لیو دوان‌دوان (چینی ساده: 刘端端; پین‌یین: Liú DuānDuān؛ زادهٔ ۴ ژوئن ۱۹۸۶) بازیگر و خواننده اهل چین است. از جمله پروژه‌های قابل توجه او می‌توان به لذت زندگی (۲۰۱۹) اشاره کرد.

## اوایل زندگی
لیو از خانواده‌ای با پیشینه بازیگری متولد شده است؛ مادرش بازیگر یان فن‌فن، پدربزرگش یان ژونگ‌یینگ کارگردان مجموعه تلویزیونی و مادربزرگ مادری‌اش نمایش‌نامه‌نویس بای فنگ‌شی است. لیو در آکادمی مرکزی تئاتر تحصیل کرده است و در سال ۲۰۰۸ فارغ‌التحصیل شد.

## حرفه
لیو به شرکت تئاتر ملی چین پیوست و در تعدادی تئاتر ایفای نقش کرد. او با تهیه‌کننده موسیقی تان ژوان ملاقات کرد و شروع ساخت موسیقی برای فیلم‌ها و مجموعه‌های تلویزیونی کرد. از سال ۲۰۰۸، لیو در فیلم‌ها و مجموعه‌های تلویزیونی ایفای نقش کرده است.